# Februar 1981
Portal Geschichte | Portal Biografien | Aktuelle Ereignisse | Jahreskalender | Tagesartikel

◄ |
19. Jahrhundert |
20. Jahrhundert
| 21. Jahrhundert

◄ |
1950er |
1960er |
1970er |
1980er
| 1990er | 2000er | 2010er | ►

◄ |
1977 |
1978 |
1979 |
1980 |
1981
| 1982 | 1983 | 1984 | 1985 | ►

◄ |
November 1980 |
Dezember 1980 |
Januar 1981 |
Februar 1981 |
März 1981 |
April 1981 |
Mai 1981 |
►
Dieser Artikel behandelt aktuelle Nachrichten und Ereignisse im Februar 1981.

## Tagesgeschehen

### Mittwoch, 4. Februar 1981

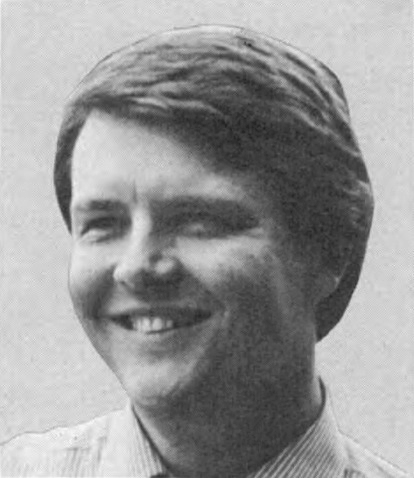
Jon Hinson

- Neuseeland, Tasmanien/Australien: Die Zentrallinie einer ringförmigen Sonnenfinsternis trifft einen Teil Australiens und Neuseelands, in fast allen anderen Regionen der beiden Länder und von weiten Teilen Südamerikas aus kann das Ereignis als partielle Sonnenfinsternis wahrgenommen werden.[1]
- Washington, D.C./Vereinigte Staaten: Die Polizei verhaftet den Vertreter des vierten Wahlbezirks des Bundesstaats Mississippi im US-Repräsentantenhaus Jon Hinson (Republikanische Partei), nachdem dieser und ein Angestellter der Kongressbibliothek in einem Pausenraum bei der Ausübung homosexueller Handlungen angetroffen wurden.[2]

### Donnerstag, 5. Februar 1981
- Berlin/Deutschland: Das Gesundheitsamt der Bundesrepublik lässt mit dem Präparat Faktor VIII-HS Behring erstmals ein Faktor-VIII-Blutprodukt zu, bei dessen Herstellung eine Verseuchung durch Viren unterbunden wird. Bei der Produktentwicklung zielte Behring auf die Inaktivierung von Hepatitis-Erregern und erreicht selbige durch Hitzesterilisation. Im angewandten Verfahren werden neben Hepatitis erregenden Viren auch andere Viren eliminiert.[3]

### Sonntag, 8. Februar 1981
- Piräus/Griechenland: Zahlreiche Besucher wollen beim Spielstand von 6:0 für Olympiakos Piräus im Fußballspiel gegen AEK Athen das Karaiskakis-Stadion verlassen und verursachen damit am Ausgangstor 7 die Bildung eines Gedränges. In diesem sterben 21 Personen, über 1.000 weitere Menschen brauchen medizinische Versorgung.[4]

### Mittwoch, 11. Februar 1981
- Tokio/Japan: Nacional Montevideo aus Uruguay gewinnt das Spiel um den Fußball-Weltpokal für Vereinsmannschaften mit 1:0 gegen den Nottingham Forest FC aus dem Vereinigten Königreich. Das Spiel findet in Tokio statt, weil die Firma Toyota als Sponsor der Veranstaltung auftritt. Mit 62.000 Zuschauern ist die Veranstaltung gut besucht.[5]
- Warschau/Polen: Die Vereinigte Arbeiterpartei (PZPR) setzt Verteidigungsminister Wojciech Jaruzelski als neuen Ministerpräsidenten ein, nachdem Józef Pińkowski (PZPR) das Amt vor zwei Tagen zur Verfügung stellte. Als Regierungschef seit August 1980 sollte sich der Ökonom Pińkowski schwerpunktmäßig um eine Verbesserung der wirtschaftlichen Lage kümmern, er agierte dabei jedoch erfolglos.[6]

### Donnerstag, 12. Februar 1981
- Berlin/Deutschland: Der Regierende Bürgermeister der Stadt und des Landes Berlin Hans-Jochen Vogel (SPD) umreißt das weitere Vorgehen der staatlichen Kräfte im „Häuserkampf in Berlin“, hauptsächlich im Bezirk Kreuzberg. Gemäß einer „Berliner Linie der Vernunft“ ist ein besetztes Haus von der Polizei innerhalb von 24 Stunden nach Bekanntwerden der Aktion zu räumen, allerdings nur dann, wenn ein Strafantrag des Hauseigentümers vorliegt und wenn dieser eine Sanierung des Gebäudes in absehbarer Zeit in Aussicht stellte.[7]

### Freitag, 13. Februar 1981
- Berlin/Deutschland: Die 31. Internationalen Filmfestspiele Berlin beginnen. Diesmal ist nur ein Film aus Deutschland, Der Neger Erwin von Regisseur Herbert Achternbusch, unter den 21 Wettbewerbsbeiträgen. Kurt Gloor, Claude Goretta und Markus Imhoof vertreten die Schweiz.[8]
- London: Die Zeitungen The Times und The Sunday Times wechseln als Produkte der Times Newspapers Ltd. in die Eigentümerschaft des Konglomerats News Corporation des Australiers Rupert Murdoch, der im Vereinigten Königreich bereits die Boulevardzeitungen The Sun und News of the World in seinen Besitz brachte.[9][10]

### Samstag, 14. Februar 1981
- Düsseldorf/Deutschland: Der Rundfunkveranstalter ZDF strahlt die Liveübertragung der ersten Folge der TV-Unterhaltungsshow Wetten, dass..? aus. Erfinder und Moderator der Sendung, die mit dem ORF und dem SF co-produziert wird, ist Frank Elstner.[11]
- Kailua-Kona/Vereinigte Staaten: Der Ironman Hawaii, der zum ersten Mal auf der größten Insel der Inselkette Hawaii ausgetragen wird, endet mit Siegen der Amerikaner Linda Sweeney bei den Frauen und John Howard bei den Herren.[12][13]
- Luxemburg/Luxemburg: Prinz Henri, der erstgeborene Sohn des Großherzogs von Luxemburg Jean, und die bürgerliche Exilkubanerin Maria Teresa Mestre feiern ihre Hochzeit.[14]
- Wien/Österreich: In seiner Rede zur Verleihung des Staatspreises erläutert der Künstler Friedensreich Hundertwasser, dass die Zeitgenössische Kunst „entartet“ sei, dass Modeerscheinungen wie Pop Art oder Minimal Art die Kunst u. a. „dumm, kalt und herzlos“ machten und dass die Kultur „Selbstmord“ begehe. Hundertwasser insistiert, dass die Kunst, richtig verstanden, das Bindeglied der Menschen zur Schöpfung sei.[15]

### Donnerstag, 19. Februar 1981
- Berlin/Deutschland: Michael Schanze wird für die beste Fernsehmoderation mit der Goldenen Kamera ausgezeichnet.[16]

### Dienstag, 24. Februar 1981
- Berlin/Deutschland: Die Jury der 31. Internationalen Filmfestspiele Berlin zeichnet den Film Los, Tempo! des spanischen Regisseurs Carlos Saura als besten Beitrag des Festivals mit dem Goldenen Bären aus.[17]
- Madrid/Spanien: Im Fernsehen ruft König Juan Carlos I. kurz nach 1.00 Uhr in der Nacht Teile der Guardia Civil und der Streitkräfte auf, ihren Putsch gegen die demokratischen Institutionen des Landes zu beenden. Im Tagesverlauf schließen sich keine weiteren Militärs den Putschisten Antonio Tejero und Ricardo Pardo Zancada an. Ab Mittag lassen die revoltierenden Teile des Militärs im Abgeordnetenhaus ihre Geiseln frei und ziehen ab.[18]

### Mittwoch, 25. Februar 1981
- New York/Vereinigte Staaten: Bei den 23. Grammy Awards wird u. a. James Cleveland ausgezeichnet. Er wird häufig als „King of Gospel music“ bezeichnet.[19]

### Samstag, 28. Februar 1981
- Wilstermarsch/Deutschland: An der Elbe zwischen Hamburg und Brunsbüttel demonstrieren zwischen 50.000 und 100.000 Aktivisten und Sympathisanten der Anti-Atomkraft-Bewegung gegen den Bau eines Kernkraftwerks in der Nähe der schleswig-holsteinischen Gemeinde Brokdorf. Es ist die bislang größte Demonstration der Anti-Atomkraft-Bewegung und auch die größte Demonstration seit Gründung der Bundesrepublik Deutschland. Sie findet ungeachtet eines Versammlungsverbots statt, das die Polizei trotz eines Aufgebots von circa 10.000 Einsatzkräften, dem größten seit Gründung der Bundesrepublik, nicht durchsetzen kann.[20]

## Weblinks

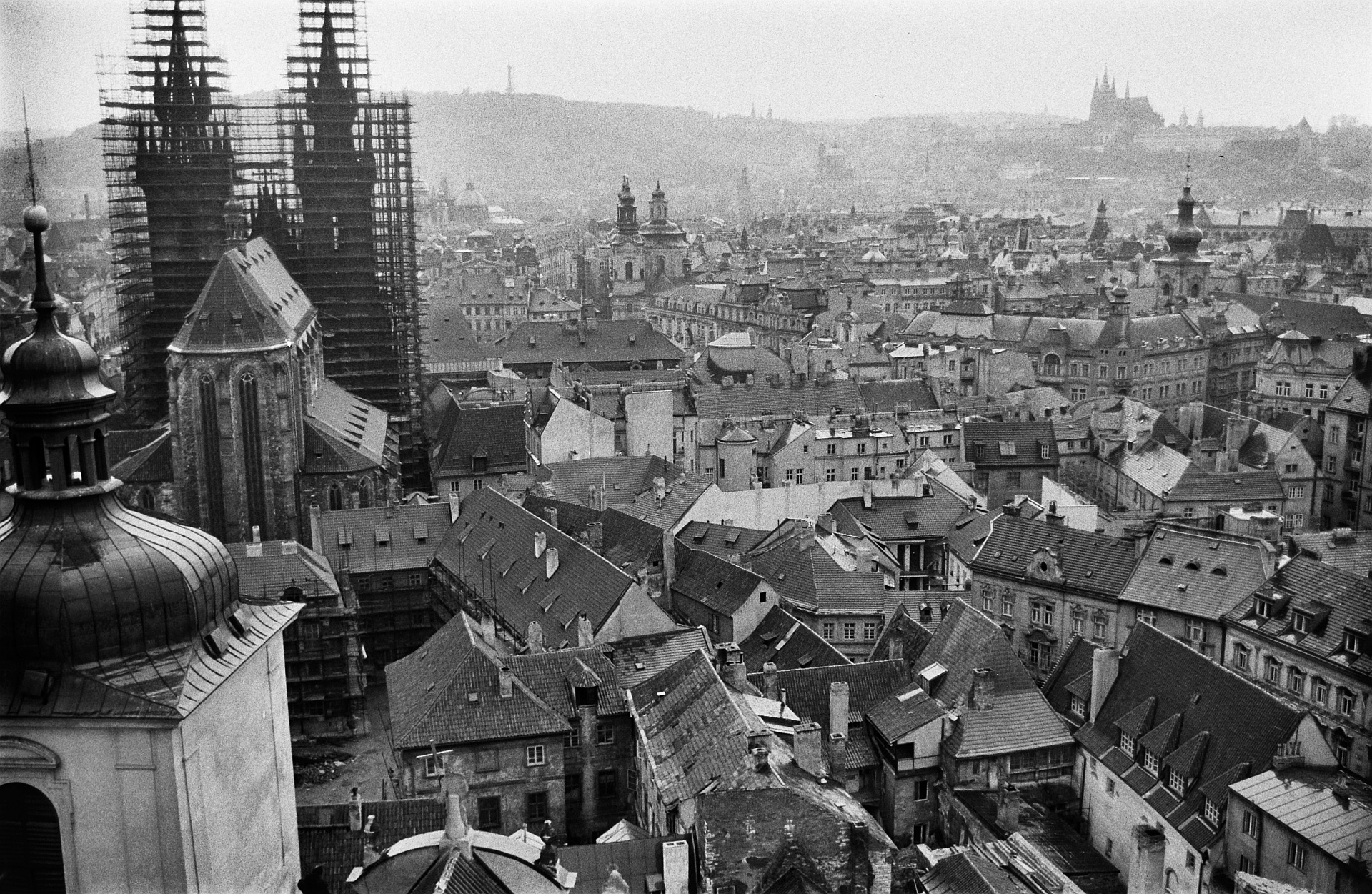
Prag im Februar 1981